# Marquesado de Villa Alcázar
El marquesado de Villa Alcázar es un título nobiliario español concedido en el siglo XVII por Carlos II de España otorgada mediante Real despacho de 13 de octubre de 1690 a favor de Manuel González de la Riva y de Castañeda, general de la artillería, caballero de Calatrava.

## Marqueses de Villa Alcázar
|                        | Titular                                             | Periodo                | Casa                   |
| Creación por Carlos II | Creación por Carlos II                              | Creación por Carlos II | Creación por Carlos II |
| ---------------------- | --------------------------------------------------- | ---------------------- | ---------------------- |
| I                      | Manuel González de la Riva y de Castañeda           | 1690-1716              | González de Castañeda  |
| II                     | Fernando María González de Castañeda                | 1717-1738              | González de Castañeda  |
| III                    | Diego Manuel González de Castañeda                  | 1739-1755              | González de Castañeda  |
| IV                     | Antonia González de Castañeda                       | 1756-1771              | González de Castañeda  |
| V                      | Nicolás González de la Riva y González de Castañeda | 1772-1817              | González de la Riva    |
| VI                     | Juan José González de la Riva y Vivancos            | 1818-1848              | González de la Riva    |
| VII                    | Francisco de Asís González de la Riva y Mallo       | 1849-1876              | González de la Riva    |
| VIII                   | Francisco González de la Riva y Trespalacios        | 1877-1923              | González de la Riva    |
| IX                     | Francisco González de la Riva y Vidiella            | 1924-1967              | González de la Riva    |
| X                      | Elena González de la Riva y Duque                   | 1968-2016              | González de la Riva    |
| XI                     | María de la Concepción Fuster Bertrand              | 2018 -                 | Fuster                 |

## Historia
- Manuel González de la Riva de Castañeda, hijo de Antonio González de la Riva (también apellidado González Caballo de la Riva) y de Ana María de Castañeda, nieto de Juan González Caballo y de la Riva.  Creado vizconde de Castañeda  y marqués de Villa Alcázar (por Real Decreto y Real Despacho firmado en el Real Sitio de San Lorenzo), gentilhombre de la artillería de España, alcalde mayor y justicia ordinaria y capitán a guerra del Valle de Carriedo y caballero de la Orden de Calatrava.[3] [4]

Caso con Ángela González de la Riva en 1661 que era hija de  Fernando González Caballo de la Riva y de Juliana de Arce. Le sucedió su hijo:
- Fernando María González de Castañeda, II marqués de Villa Alcázar y caballero de Calatrava.

Se casó con Victoria Miera y Castañeda. Le sucedió su hijo:
- Diego Manuel González de Castañeda y Miera, III marqués de Villa Alcázar.

Casó con Ynes Guerra y de la Vega Ampuero. Le sucedió su hija:
- Antonia González de Castañeda, IV marquesa de Villa Alcázar.[5]

Se casó con Juan José González de la Riva y Gutiérrez de la Arena, del Consejo de S.M. en el Tribunal de la Contaduría Mayor de Cuentas; administrador general de Rentas Provinciales, Aduanas, Lanas y Salinas y juez superintendente de Azogues y encargado de la Real Negociación del Giro de Letras del Reino de Sevilla. Alcalde Mayor y Justicia Ordinaria del Valle de Carriedo, caballero de Calatrava. Le sucedió su hijo:
- Nicolás María González de la Riva, V marqués de Villa Alcázar, señor de Porciles, Cerecil y Sierra Lengua. Alcalde, Juez Ordinario y Justicia Mayor por S.M. del Real Valle de Carriedo y su Jurisdicción y Juez Elector de dicho Valle.

Contrajo matrimonio con Isabel Bárbara Vivanco y Vivanco. Le sucedió su hijo:
- Juan José González de la Riva y Vivancos, VI marqués de Villa Alcázar, Guardia de Corps de S.M. Coronel de infantería y del Regimiento de Húsares de Cantabria,[6] ganó Real Provisión de Hidalguía en la Real Chancillería de Valladolid en 1815.

Se casó con Rosario Mallo y García-Quevedo. Le sucedió su hijo:
- Francisco González de la Riva y Mallo, VII marqués de Villa Alcázar, Compositor,[7] senador por la provincia de Salamanca.[8]

Se casó con Dionisia Trespalacios y Meléndez-Allones. Le sucedió su hijo:
- Francisco González de la Riva y Trespalacios, VIII marqués de Villa Alcázar, natural de Salamanca, alumno de la Facultad de Derecho de la Universidad Central, Bachiller en Civil y Canónico.

Se casó con María de la Concepción Taraceilla y Ojesto. Le sucedió su sobrino:
- Francisco González de la Riva y Vidiella, IX marqués de Villa Alcázar, Ingeniero Agrónomo, Gran Cruz del Mérito Agrícola, director de cine.[9]

Casó con Adelaida Duque y Galdós en Los Ángeles, California. Le sucedió su hija:
- Elena González de la Riva X marquesa de Villa Alcázar.[10]

Se casó con Francisco Fuster y Morell, capitán de navío de la Armada Española. Le sucedió su nieta:
- María de la Concepción Fuster Bertrand, XI marquesa de Villa Alcázar.[11]